# Amanita novinupta
Amanita novinupta (лат.) — гриб семейства мухоморовые (Amanitaceae). Включён в подрод Lepidella рода Amanita. Ранее не выделялся из вида Amanita rubescens.

## Биологическое описание

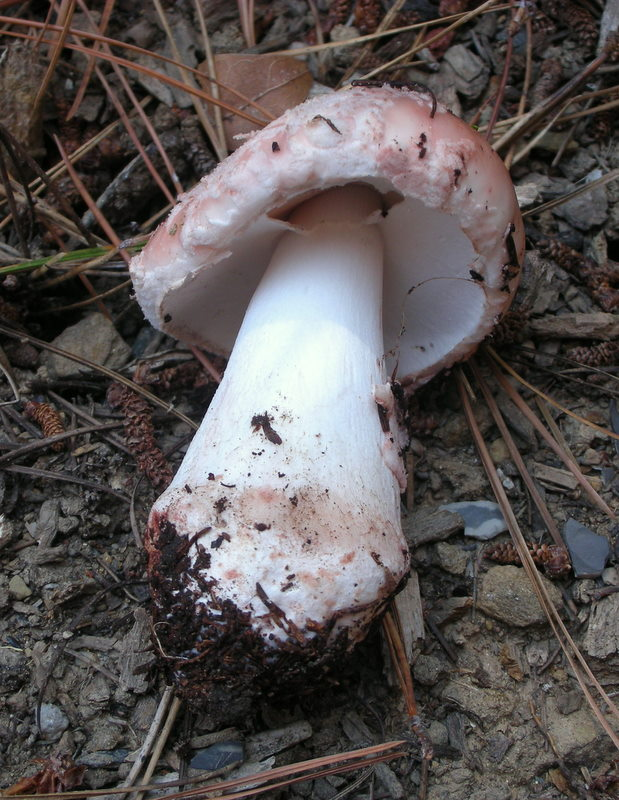

- Шляпка 5—14 см в диаметре, выпуклой формы, с возрастом становится почти плоской. Поверхность шляпки гладкая, бледная, затем розоватая, покрытая белыми или розоватыми хлопьевидными остатками покрывала.
- Мякоть плотная, белого цвета, на воздухе очень медленно розовеет, без особого вкуса и запаха.
- Гименофор пластинчатый, пластинки приросшие к ножке, часто расположенные, молочно-белого или желтоватого цвета.
- Ножка 6—12 см длиной и 1,5—3,5 см толщиной, с возрастом иногда полая, ровная или с бульбовидным утолщением в основании, с сухой белой поверхностью, в нижней части покрытой розоватыми чешуйками. Кольцо мембрановидное, белого цвета, хрупкое.
- Споровый порошок белого цвета. Споры 7—8,5×5,5—6 мкм, эллиптической формы, амилоидные.
- Съедобен.

## Экология и ареал
Встречается одиночно или небольшими группами, под Quercus agrifolia и другими дубами. Известен из западной части Северной Америки.

## Сходные виды
- Amanita rubescens отличается более тёмной окраской и более крупными размерами.